# Bankovci (Crna Trava)
Bankovci (cirill betűkkel Банковци) egy falu Szerbiában, a Jablanicai körzetben, Crna Trava községben.

## Népesség
- 1948-ban 468 lakosa volt.
- 1953-ban 434 lakosa volt.
- 1961-ben 422 lakosa volt.
- 1971-ben 360 lakosa volt.
- 1981-ben 252 lakosa volt.
- 1991-ben 139 lakosa volt
- 2002-ben 67 lakosa volt,[1] akik mindannyian szerbek.[2]